# 아시카가 요시미

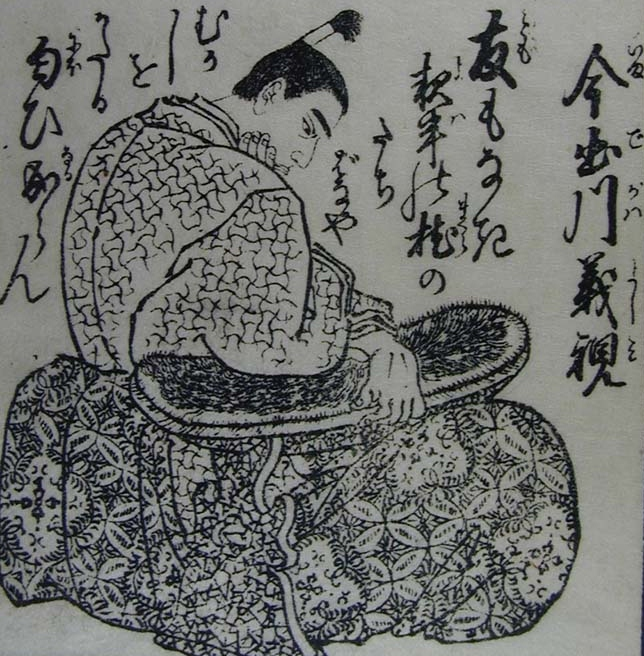
아시카가 요시미

아시카가 요시미(일본어: 足利義視, 1439년 3월 3일 ~ 1491년 2월 15일)는 일본 무로마치 시대 중기부터 후기까지의 무장이다.
무로마치 막부 제6대 쇼군 아시카가 요시노리의 서자로서 7대 쇼군 아시카가 요시카쓰, 8대 쇼군 아시카가 요시마사, 호리고에 공방 아시카가 마사토모의 동복동생에 해당한다. 자식은 10대 쇼군 아시카가 요시타네, 짓소인 기추, 미즈노 요시즈미 등이 있다.

## 개요
가키쓰(嘉吉) 3년(1443년) 승려로 출가해 기진(義尋)이라 하고 천태종(天台宗) 사찰인 죠도지(浄土寺)의 몬제키(門跡)가 되었다. 후에 후사가 없던 형 요시마사에 의해 환속해 요시마사의 양자로써 아시카가 요시미라 칭하게 되었지만, 형수인 미다이도코로(御台所) 히노 도미코(日野富子)가 아들 요시히사(義尚)를 낳으면서 쇼군직을 놓고 조카와 대립하게 되고, 이는 오닌의 난(応仁の乱) 발발의 단초가 되었다.
난이 끝난 뒤에 미노(美濃)로 망명해 조카 요시히사와 형 요시마사가 죽은 뒤에 아들 요시키(義材)를 10대 쇼군으로 옹립하고 자신은 오고쇼(大御所)로써 후견인이 되어 막부의 정치를 맡았으나, 요시마사 사후 1년 뒤에 요시미 자신도 사망하였다. 향년 53세.

## 삶

### 출가에서 환속까지
에이쿄(永享) 11년(1439년) 1월 18일, 6대 쇼군 아시카가 요시노리(足利義教)의 열째 아들로 태어났다. 어머니는 고자이쇼노 쓰보네(小宰相局)라 불리는 쇼군 집안의 뇨보(女房)였다.
요시노리의 서자였던 그는 태어난 뒤에 요시노리의 측근이자 처남이었던 구게(公家) 오기마치산조 사네마사(正親町三条実雅)의 양자로 들어 가, 가키쓰 3년(1443년)에 네 살의 나이로 출가해 죠도지(浄土寺)의 몬제키가 되었으나, 간쇼(寛正) 5년(1464년) 11월 25일에 아들이 없던 형 요시마사의 요청으로 다음날부터 절을 떠나 교토 이마데가와(今出川)의 저택으로 옮겨 거주하게 되었고, 12월 2일에 정식으로 환속해 요시미(義視)라는 이름으로 종5위하 사바노카미(左馬頭)에 서임되고 요시마사의 부인인 미다이도코로 도미코의 누이동생 료코(良子)를 정실로 맞이하였다. 그는 자신이 살던 저택의 이름을 따서 이마데가와 님(今出川殿)이라 불리게 되었다.
이듬해인 간쇼 6년(1465년) 1월 5일에 종4위하 관위로 오르고 2월 25일에 한하지메(判始)를 행하였으며, 11월 20일에 원복식을 행하고 닷새 뒤인 25일에는 산기(参議)와 사콘노에노주죠(左近衛中将)로 보임되어 순조롭게 요시마사의 후계자로써 출세해 나갔다. 그런데 11월 23일에 요시마사의 부인 도미코가 아들(요시미 자신에게는 조카) 요시히사(義尚)를 낳으면서 요시미의 입장은 미묘해졌다. 다만 요시히사가 태어난 뒤에도 요시마사가 후계자를 요시미에서 곧장 요시히사로 바꾸지 않은 것은 요시마사 자신이 쇼군을 상속한 뒤에도 오오고쇼(大御所)로써 정치를 그대로 맡겠다는 계산에서였고, 또한 요시히사가 성장할 때까지의 중개로써도 장성한 요시미가 필요했기 때문이라는 해석도 있다.
분쇼(文正) 원년(1466년) 9월 5일 요시미가 모반을 일으키려 한다는 소문이 나돌자 요시미는 전임 간레이(管領)였던 호소카와 가쓰모토(細川勝元)에게 자신의 무고함을 호소했고 다음날인 6일에 요시히사의 유부(乳父) 이세 사다지카(伊勢貞親)가 참소의 죄를 물어 사다지카 자신은 물론 기케이 신즈이(季瓊真蘂), 시바 요시토시(斯波義敏), 아카마쓰 마사노리(赤松政則) 등 막부내 사다지카 일파 막부 인사들과 함께 실각한다(분쇼 정변). 계획 자체는 요시미를 배제하고 요시히사를 옹립해 그 정권에서 실권을 장악하겠다는 사다치카의 계략에서 나온 것이었으나, 시바 씨의 전임 당주로 정변 직전에 요시토시에게 가독을 빼앗긴 시바 요시카도(斯波義廉)가 사다지카나 요시토시 등에게 맞서기 위해 야마나 소젠(山名宗全) ・ 하타케야마 요시히로(畠山義就) 등과 접촉한 것이며, 요시미도 요시카도나 ・ 소젠 등과 미리 내통하고 있었던 것은 아닐까 하는 추정도 있다.
또한 정변 직전에 가쓰모토가 요시마사로부터 요시미의 후견인으로 임명되고 도미코가 이에 맞서기 위해서 요시히사의 후견인으로써 야마나 소젠에게 의뢰해 저마다의 파벌을 결성하고 이것이 대란으로까지 번지게 된 것이라는 《오닌기》(応仁記)의 설명도 있는데, 실제로는 미다이도코로 히노 도미코와 쟁란과는 관계가 없었다고도 한다.

### 오닌의 난 그리고 망명
오닌 원년(1467년) 아시카가 쇼군 가문 및 하타케야마 씨(畠山氏) ・ 시바 씨(斯波氏)의 가독(家督) 상속 문제를 둘러싸고 오닌의 난이 발발한다. 난 초기에 요시미는 가쓰모토가 인솔하는 동군(東軍)에 속했고 2월 24일 양군이 화친을 외쳤으나, 5월에 요시마사가 실각해 있던 사다지카를 이세에서 교토로 불러들이면서 고립된다. 6월에 서군(西軍) 추토의 총대장으로 임명되고 수급을 검사하거나 막부 부교슈(奉行衆)의 내통자를 처벌하기도 했으나, 8월 23일에 서군의 오우치 마사히로(大内政弘)가 상경하면서 거꾸로 교토를 떠나 서군의 잇시키 요시나오(一色義直)의 분국(分国) 가운데 하나인 이세로 내려간다. 나아가 하타케야마 노리토모(北畠教具)에게로 향했다. 이 사정에 대해서는 분명히 밝혀져 있지 않지만 막부 내부에서 호코슈(奉公衆)이 서군과 내통한 것에 위기감을 느꼈기 때문이라고도 하고, 거꾸로 서군에 합류할 계획으로 이세로 낙향한 것이라고도 한다.
이듬해 오닌 2년(1468년) 9월 22일에 요시마사의 설득으로 교토로 돌아왔으나, 요시마사는 윤10월 16일 사다지카를 막부로 복귀시킨 문제로 형 요시마사와 대립하게 되었고, 11월 13일에 무로마치 관저를 빠져나가 히에이 산(比叡山)의 엔랴쿠지(延暦寺)로 달아났고, 이어 야마나 소젠의 서군에 가담했다. 차기 쇼군으로까지 거론되던 요시미가 가담하면서 서군에는 유사 막부(서막부)가 창설되고 요시미는 쇼군의 자리와 비슷한 자리에 오르게 되었으며, 분메이(文明) 원년(1469년)에는 시코쿠(四国) ・ 규슈(九州)의 다이묘들을 아군으로 끌어들이며 분투하였다.
분메이 5년(1473년) 소젠과 가쓰모토가 차례대로 사망하면서 난의 분위기는 화목으로 기울고, 분메이 8년(1476년) 9월 14일에 요시마사가 오우치 마사히로에게 화목을 요구하는 서장을 보내어 마사히로와 함께 교섭을 시작하였다. 12월 20일에 요시마사와 화목하고 이듬해 분메이 9년(1477년) 5월 3일에는 도미코에게 마사히로를 통해 화목의 중개료를 지불하고 7월에는 딸을 요시마사의 猶子로 보냈으나, 형과의 벌어진 사이는 좀처럼 좁혀지지 않았고, 결국 11월 11일에 아들 요시키를 데리고 미노(美濃)의 도키 나리요리(土岐成頼)에게 망명하였다. 이듬해 분메이 10년(1478년) 7월 10일에 나리요리와 함께 정식으로 요시마사와 화목하였지만, 그대로 미노에 머물렀다.